# كنال+
كنال بلس هي قناة فرنسية عالمية مشهورة تهتم بالرياضة والسينما كما أن للقناة عدة فروع .تمتلك القناة حقوق بث لأقوى الدوريات: حيث قامت بنقل الدوري الإنجليزي من عام 1993 إلى غاية 2016 والدوري الألماني والإيطالي و الموريتاني حديثا مناصفة مع قنوات بي ان سبورت التابعة للجزيرة الرياضية وتبث كنال بلوس مبارتين من الدوري الفرنسي كما تمتلك بث الكان لعامي 2013 و2015 وكما حصلت عل حقوق بث فورميلا 1 (F1) إلى غاية 2017 بعد تخلي قناة TF1 عن هذه الأخيرة إلى جانب رياضات أخرى (كرة اليد و تنس ...). اما في سينما فان القناة تبث أفلام سينمائية جديدة وحصرية

## الشعار
- 1983 : «كنال+ قناة الصور الجديدة »
- 1984 : «كنال+: هي النهار و الليل »
- 1992 : «كنال+ التلفاز ليس مثل الآخرين »
- 1995-1998 : «على الأقل عندما تشاهدون كنال+، لستم أمام التلفاز »
- 2003-2006 : «كنال+ أطلبوا المزيد من التلفاز »
- 2007-2008 : «كنال+ المزيد أكيد »
- 2010-2011 : «كنال+ المبتكر الأصلي للبرامج الأصلية » [1]
- 2011-2014 : « كلما أحببنا كنال+، كلما أحببنا السينما»[2]
- 2014-2015 : « 30 سنة ولم ترو شيء بعد »
- من 2015 : « المبتكر الأصلي منذ 1984 »